# 島貫省一
島貫 省一（しまぬき しょういち、1957年7月24日 - ）は、福島県福島市出身の元プロ野球選手（外野手）。

## 来歴・人物
福島商業高では、2年次の1974年に夏の甲子園に出場も、初戦（2回戦）で大石大二郎や久保寺雄二らがいた静岡商に1-6で敗退している。
1976年に高校卒業後、早稲田大学へ進学。東京六大学野球リーグでは、1978年秋季リーグ、1979年春季リーグで2回の優勝を経験。1978年秋の明治神宮大会は、準決勝で3年中本茂樹投手に抑えられ優勝した同大に1-4で敗退。1979年春の全日本大学選手権は、同期の向田佳元、2年下の三谷志郎（プリンスホテル）両投手の好投もあり決勝まで進んだが、中大の4年香坂英典投手から序盤に島貫が2ラン本塁打を放つものの後続を抑えられ3-7で敗れ準優勝に終わる。同年の日米大学野球選手権大会日本代表に選ばれた。リーグ通算27試合出場、110打数36安打、打率.327、6本塁打、28打点。ベストナイン1回。向田以外の大学同期に岡田彰布、有賀佳弘らがいた。
1979年オフに、ドラフト外で読売ジャイアンツに入団。
1982年には一軍に定着し、外野手として16試合に先発出場を果たす。
1984年にはイースタンリーグの本塁打王を獲得するが、同年12月、佐野元国との交換トレードで近鉄バファローズに移籍。
1985年オフに現役を引退。翌年から千葉県にある運送会社に就職し、現在は社長を務めている。

## 詳細情報

### 年度別打撃成績
| 年 度     | 球 団     | 試 合 | 打 席 | 打 数 | 得 点 | 安 打 | 二 塁 打 | 三 塁 打 | 本 塁 打 | 塁 打 | 打 点 | 盗 塁 | 盗 塁 死 | 犠 打 | 犠 飛 | 四 球 | 敬 遠 | 死 球 | 三 振 | 併 殺 打 | 打 率 | 出 塁 率 | 長 打 率 | O P S |
| --------- | --------- | ----- | ----- | ----- | ----- | ----- | -------- | -------- | -------- | ----- | ----- | ----- | -------- | ----- | ----- | ----- | ----- | ----- | ----- | -------- | ----- | -------- | -------- | ----- |
| 1982      | 巨人      | 60    | 84    | 76    | 8     | 20    | 4        | 0        | 3        | 33    | 10    | 0     | 1        | 0     | 0     | 8     | 1     | 0     | 17    | 2        | .263  | .333     | .434     | .768  |
| 1983      | 巨人      | 24    | 22    | 22    | 1     | 5     | 3        | 0        | 0        | 8     | 0     | 0     | 0        | 0     | 0     | 0     | 0     | 0     | 4     | 1        | .227  | .227     | .364     | .591  |
| 通算：2年 | 通算：2年 | 84    | 106   | 98    | 9     | 25    | 7        | 0        | 3        | 41    | 10    | 0     | 1        | 0     | 0     | 8     | 1     | 0     | 21    | 3        | .255  | .311     | .418     | .730  |

### タイトル
- イースタン・リーグ本塁打王：1回（1984年）

### 記録
- 初出場：1982年4月10日、対中日ドラゴンズ1回戦（ナゴヤ球場）、9回表にロイ・ホワイトの代走として出場
- 初先発出場：1982年4月17日、対阪神タイガース2回戦（後楽園球場）、7番・中堅手として先発出場
- 初打席・初安打・初打点：同上、1回裏に山本和行から2点適時打
- 初本塁打：1982年7月31日、対阪神タイガース19回戦（阪神甲子園球場）、3回表に益山性旭から2ラン

### 背番号
- 37 （1980年 - 1984年）
- 23 （1985年）